# Pontificia Unione Missionaria
La Pontificia Unione Missionaria è una delle quattro Pontificie Opere Missionarie. L'Unione venne fondata dal beato Paolo Manna (1872-1952), un missionario italiano, nel 1916. Il suo scopo è l'informazione e la formazione missionaria di sacerdoti, membri di istituti religiosi, associazioni di vita comunitaria e istituti secolari, candidati al sacerdozio a una vita devota a Dio, come così come delle altre persone che prestano servizio nel ministero pastorale della Chiesa.

## Storia
Dopo molti anni di servizio in Birmania, padre Paolo Manna fu costretto a tornare in patria per motivi di salute. Cercando il suo posto nella Chiesa, scoprì un nuovo campo di attività: l'animazione missionaria tra il clero finalizzata al "risveglio missionario" di tutti i credenti.
Questo tipo di impegno gli fu ispirato dalla dolorosa esperienza della sproporzione che notò tra gli enormi bisogni del mondo missionario e l'indifferenza a questa situazione sia da parte del clero che dei fedeli dell'Europa di quel tempo. Spinto dall'amore appassionato per la missione, decise di cambiare questo stato di cose. Iniziò con l'uso della stampa cattolica e missionaria. Sulla rivista Le Missioni Cattoliche pubblicava le sue riflessioni sulla formazione alla consapevolezza missionaria dei cattolici con la partecipazione del clero. Questo era il tema di tutte le sue pubblicazioni, libri e discorsi. Padre Manna pensava che i sacerdoti, convinti della necessità e della grandezza del lavoro missionario, avrebbero guidato l'educazione missionaria ampiamente intesa.
La verità sulla natura del sacerdozio stesso e sulla missione dei sacerdoti come guide del popolo di Dio divenne per padre Manna il fondamento spirituale della formazione missionaria dei sacerdoti. Ogni servitore dell'altare, partecipante al sacerdozio di Cristo, dovrebbe anche assumere su di sé questa importante caratteristica del suo sacerdozio, che è la continuazione della missione divina di Gesù Cristo, cioè l'annuncio del Vangelo di salvezza a tutti gli uomini. Questo comporta l'assunzione di compiti specifici: studiare le questioni missionarie per poter trasmettere ai fedeli le informazioni acquisite, incoraggiare la preghiera per le missioni, preoccuparsi per l'opera dei missionari e supportare materialmente le missioni. L'attuazione del suddetto programma richiedeva la creazione di un centro che coordinasse e unisse le attività missionarie.
Padre Manna iniziò a preparare gli statuti contenenti un piano per costituire un'associazione chiamata Unione Missionaria del Clero. Espose le sue intenzioni all'arcivescovo Guido Maria Conforti, persona competente in materia di missioni. Riferendosi positivamente a questa idea, monsignor Conforti accettò di presentare il progetto degli statuti a papa Benedetto XV. Questi li approvò il 31 ottobre 1916. Un decreto di approvazione degli statuti e dell'Unione Missionaria del Clero fu emanato nel gennaio del 1917. Nella sua lettera apostolica del 1919 Maximum illud il pontefice raccomandò la presenza dell'Unione in ogni diocesi.
In base ai suddetti statuti, i vescovi possono appartenere all'Unione come membri onorari. Sacerdoti diocesani, religiosi e seminaristi sono membri ordinari. Nel tempo, il gruppo degli appartenenti crebbe gradualmente. Nel 1949, la Congregazione de Propaganda Fide pubblicò il documento Huic Sacro, che consentiva anche a fratelli e sorelle religiosi di aderire all'Unione. D'altra parte, gli statuti modificati nel 1980 includono anche animatori laici che svolgono funzioni pastorali.

## Obiettivi dell'Unione
Gli scopi dell'Unione sono:
- la formazione missionaria di sacerdoti, religiosi, seminaristi e animatori laici;
- animare i missionari e le loro attività;
- suscitare un vivo interesse tra i cristiani nelle missioni e approfondire la loro responsabilità nel proclamare il Vangelo ai non cristiani;
- promuovere la stampa missionaria;
- assicurare un'efficace cooperazione alla missione attraverso la preghiera e il sacrificio sotto il patrocinio di Nostra Signora, Regina della Missione.

Papa Giovanni Paolo II sull'Unione scrisse: "la missione della Pontificia Unione Missionaria è di infondere vita, fede, entusiasmo e amore in ogni forma di missione di aiuto".
L'Unione sviluppò strutture a livello internazionale, nazionale e diocesano. La segreteria internazionale, istituita nel 1937, ha sede a Roma presso la Congregazione per l'evangelizzazione dei popoli. Lo stesso fondatore è stato segretario generale dell'Unione per quattro anni. Padre Manna attribuì il rapido sviluppo dell'Unione alla grazia di Dio e al sostegno dei papi e della Congregazione de Propaganda Fide. Nel 1938 contava già 167 000 membri tra sacerdoti e seminaristi in 35 paesi.
Nel 1956 l'Unione fu elevata al rango di opera pontificia e adottò il nome di Pontificia Unione Missionaria del Clero. Dopo il 1980, l'ultima parte del nome fu abbandonata ed è oggi conosciuta come Pontificia Unione Missionaria. La sua rivista ufficiale si intitola Omnis Terra e viene pubblicata in cinque lingue. In Polonia pubblica anche il semestrale Lumen Gentium. Zeszyty Misyjne. Il fondatore dell'Unione venne beatificato il 4 novembre 2001.

## L'Unione in Polonia
L'Unione giunse in Polonia già nel 1919 e fu accolta sotto il nome di Unione Missionaria del Clero. Il suo primo presidente fu monsignor Antoni Julian Nowowiejski, vescovo di Płock. Grazie al suo coinvolgimento, l'Unione si sviluppò rapidamente. Fino allo scoppio della seconda guerra mondiale, le riunioni dei membri si tenevano ogni anno e i congressi venivano convocati a distanza di pochi anni. A quel tempo, il numero dei membri era di oltre 10 000 sacerdoti e seminaristi. In tutti i seminari maggiori c'erano circoli missionari clericali.
Dopo la guerra, nel 1947, le attività dell'Unione ripresero brevemente ma dopo due anni, ai sensi di una legge del 1949, furono sospese. Un evento di svolta nella storia dell'Unione fu la nomina a presidente da parte della Congregazione de Propaganda Fide il 24 maggio 1963 di monsignor Jan Wosiński, vescovo ausiliare e amministratore apostolico sede vacante di Płock. Da allora, l'Unione riprese il suo nome originale di Pontificia Unione Missionaria del Clero. Grazie a questa nomina, il movimento missionario venne rilanciato nel paese e l'Unione divenne un ponte per la continuità storica delle Pontificie Opere Missionarie e contribuì alla loro riattivazione.
Attualmente il segretariato nazionale dell'Unione fa parte della direzione nazionale delle Pontificie Opere Missionarie e ha sede a Varsavia. L'organo di stampa è la rivista Lumen Gentium. Zeszyty Misyjne che fino al 2011 aveva un carattere diverse ed era intitolata Światło Narodów. Nell'ambito della formazione missionaria, l'Unione organizza ogni anno simposi missionari per seminaristi, sessioni missiologiche e veglie di preghiera per il lavoro missionario della Chiesa nel santuario di Częstochowa, dove si riuniscono i membri dell'Unione.